# Bethany Gill
Bethany Gill (1 de febrero de 1996) es una deportista británica que compite en piragüismo en la modalidad de maratón.
Ganó dos medallas en el Campeonato Mundial de Piragüismo en Maratón de 2022 y dos medallas en el Campeonato Europeo de Piragüismo en Maratón de 2022.

## Palmarés internacional
| \| Campeonato Mundial \| Campeonato Mundial \| Campeonato Mundial \| Campeonato Mundial \| \| Año \| Lugar \| Medalla \| Competición \| \| ------------------ \| ------------------------ \| ------------------ \| ------------------ \| \| 2022 \| Ponte de Lima (Portugal) \| Medalla de oro \| C1 (DC) \| \| 2022 \| Ponte de Lima (Portugal) \| Medalla de bronce \| C1 \| \| Campeonato Europeo \| \| \| \| \| Año \| Lugar \| Medalla \| Competición \| \| 2022 \| Silkeborg (Dinamarca) \| Medalla de plata \| C1 (DC) \| \| 2022 \| Silkeborg (Dinamarca) \| Medalla de plata \| C1 \| |                          |                   |             |
| Campeonato Mundial |                          |                   |             |
| Año | Lugar                    | Medalla           | Competición |
| 2022 | Ponte de Lima (Portugal) | Medalla de oro    | C1 (DC)     |
| 2022 | Ponte de Lima (Portugal) | Medalla de bronce | C1          |
| Campeonato Europeo |                          |                   |             |
| Año | Lugar                    | Medalla           | Competición |
| 2022 | Silkeborg (Dinamarca)    | Medalla de plata  | C1 (DC)     |
| 2022 | Silkeborg (Dinamarca)    | Medalla de plata  | C1          |